# Manuela Lutze
Manuela Lutze est une rameuse allemande née le 20 mars 1974 à Blankenburg am Harz.

## Palmarès

### Jeux olympiques
- 2000 à Sydney
  -  Médaille d'or en quatre de couple
- 2004 à Athènes
  -  Médaille d'or en quatre de couple
- 2008 à Pékin
  -  Médaille de bronze en quatre de couple

### Championnats du monde
- 1997 à Aiguebelette, France
  -  Médaille d'or en quatre de couple
- 1998 à Cologne
  -  Médaille d'or en quatre de couple
- 1999 à Saint Catharines, Canada
  -  Médaille d'or en quatre de couple
- 2001 à Lucerne
  -  Médaille d'or en quatre de couple
- 2002 à Séville
  -  Médaille d'or en quatre de couple
- 2003 à Milan
  -  Médaille de bronze en quatre de couple
- 2007 à Munich
  -  Médaille d'argent en quatre de couple